# Akwadu
Le akwadu est un des aliments de base de la Guinée équatoriale et du Ghana. C'est un plat fait à base de bananes et de coco. Il se mange soit au petit déjeuner soit en dessert. C'est un plat simple qui consiste juste à découper en de petites tranches des bananes plantains que l'on trempe dans du beurre fondu avant de faire cuire cela brièvement au four jusqu'à l'obtention d'une teinte dorée. La plupart du temps, elles sont arrosées (les bananes) de jus d'orange et de citron, de sucre brun, une pincée de cannelle et de miel et le dessus est recouvert de noix de coco râpée,,,.  

## Ingrédients
Le akwadu est réalisé avec des bananes, du beurre, de la noix de coco râpée, du sucre, du jus d’orange, de la cannelle, des citrons et du miel,,.